# Mezigenerační přenos
Mezigenerační přenos v sociologii představuje důležitý proces, který zahrnuje předávání hodnot, norem a kulturních vzorců mezi různými generacemi v rámci společnosti. Sociologická perspektiva zkoumá dynamiku tohoto přenosu, který formuje nejen identitu jednotlivců, ale také skupinové vzorce chování. Tento proces se odehrává prostřednictvím různých mechanismů, které zahrnují tradiční rodinné vyprávění, přijímání kulturních hodnot a norem, adaptaci naučených chování a dokonce dědičná traumata. Studium tohoto fenoménu umožňuje hlubší pohled na to, jak se utvářejí a mění sociální vazby, kulturní identita a vzorce chování v různých historických obdobích a prostředích. Tato dynamika má významný dopad na formování společenských struktur a vztahů mezi jednotlivci, což zase ovlivňuje fungování společnosti jako celku.

## Mezigenerační přenos a pohlaví
Jedním z významných aspektů, který ovlivňuje mezigenerační přenos, je pohlaví. Odlišné role, očekávání a stereotypy spojené s mužstvím a ženstvím mohou vytvářet unikátní vzory přenosu informací a hodnot mezi jednotlivými generacemi.
V jednom z prvních výzkumů mezigeneračního přenosu bylo zjištěno, že přenos socio-politické orientace z rodiče na dítě stejného pohlaví byl mírně vyšší než na dítě opačného pohlaví, přičemž shoda postojů byla obecně větší mezi matkou a dcerou, a při přenosu z matky na potomka byly pozorovány významnější rozdíly než při přenosu z otce.
Ve studii mezigeneračního přenosu komunikačních vzorců bylo zjištěno, že významným faktorem bylo pohlaví potomka, kde existovala střední podobnost mezi matkami a dcerami a slabší podobnost mezi otci a syny. Podobnost mezi matkami se syny a otci s dcerami byla nižší než u rodinných příslušníků stejného pohlaví.
Další studie uvádí, že proměnné jako pohlaví, věk a stupeň vzdělání aktérů mezigeneračního přenosu se neprojevily jako významné mediátory přenosu hodnotových orientací z rodičů na potomky.

## Mezigenerační přenos vojenské služby
V rámci výzkumu zkoumajícího intergenerační přenos vojenské služby, zejména ve Spojených státech amerických ve 20. století, byla odhalena spojitost: zkušenost otce ve válce významně zvyšuje pravděpodobnost, že jeho syn se rozhodne pro vojenskou službu, ale paradoxně snižuje pravděpodobnost vojenské služby v době míru. Tato zjištění osvětlují složitou interakci mezi „rodinným dědictvím“ a širší společenskou dynamikou při formování postojů a rozhodnutí souvisejících s vojenským angažmá, poskytující tak vhled do toho, jak se historické konflikty odrážejí napříč generacemi a ovlivňují vzorce vojenského nasazení.

## Mezigenerační přenos kriminality
Přenos kriminality mezi generacemi byl středem výzkumu zkoumajícího vliv rodičovského páchání trestných činů na vývoj potomstva. Komplexní studie provedená v Austrálii, vycházející z kohorty studie vývoje dětí v Novém Jižním Walesu s 87 026 dětmi, přinesla poznatky o vztazích mezi kriminální historií rodičů a různými aspekty vývoje potomstva. Zjištění ukázala, že matky s historií kriminálního chování čelily zvýšeným rizikovým faktorům, jako jsou sociálně-ekonomické nevýhody, duševní zdravotní problémy a existence partnerů s trestnou minulostí, ve srovnání s matkami bez trestné minulosti. Analýzy ukázaly spojitosti mezi rodičovskou kriminalitou a zranitelností v raném dětství v několika oblastech, přičemž kognitivní výsledky vykazovaly nejsilnější spojitosti. Závažnost a četnost trestného činu byly také významnými faktory, kde násilné a časté páchání trestné činnosti prokázalo silnější korelaci s nepříznivými výsledky.